# Nordisk kombination vid olympiska vinterspelen 1964
Resultaten från tävlingen i nordisk kombination vid olympiska vinterspelen 1964, som hölls i Innsbruck, Österrike.

## Resultat

### Herrar
- 3 februari 1964

| pl.    | Namn                     | Poäng  |
| ------ | ------------------------ | ------ |
| Guld   | Tormod Knutsen (NOR)     | 469,28 |
| Silver | Nikolaj Kiseljov (URS)   | 453,04 |
| Brons  | Georg Thoma (EUA)        | 452,88 |
| 4      | Nikolaj Gusakov (URS)    | 449,36 |
| 5      | Arne Larsen (NOR)        | 430,63 |
| 6      | Arne Barhaugen (NOR)     | 425,63 |
| 7      | Vjatjeslav Drjagin (URS) | 422,75 |
| 8      | Ezio Damolin (ITA)       | 419,54 |